# Wanzleben-Börde
Wanzleben-Börde es un municipio situado en el distrito de Börde, en el estado federado de Sajonia-Anhalt (Alemania). Su población a finales de 2015 era de unos 14 200 habitantes y su densidad poblacional, 76 hab/km².